# Nylon 11
Il nylon 11 o poliammide 11 (PA 11) è una poliammide, bioplastica e un membro della famiglia dei polimeri di nylon prodotti dalla polimerizzazione dell'acido 11-aminoundecanoico. È prodotto dai semi di ricino da Arkema con il nome commerciale Rilsan.

## Storia
Nel 1938, un direttore di ricerca per Thann & Mulhouse, Joseph Zeltner, concepì per la prima volta l'idea di Nylon 11, che fu suggerita nelle opere di Wallace Carothers. Thann & Mulhouse era già stata coinvolta nella lavorazione dell'olio di ricino per l'acido 10-undecenoico, che alla fine sarebbe stato convertito nella prima quantità di acido 11-aminoundecanoico nel 1940 con l'aiuto dei colleghi Michel Genas e Marcel Kastner. Nel 1944 Kastner migliorò sufficientemente il processo del monomero e i primi brevetti per Nylon 11 furono depositati nel 1947. Il primo filo di Nylon 11 è stato creato nel 1950 e la piena produzione industriale è iniziata con l'apertura dello stabilimento di produzione di Marsiglia nel 1955, che rimane oggi l'unico produttore di acido 11-aminoudecanoico.
Attualmente Arkema produce Nylon 11 a Birdsboro, PA, Changshu e Serquigny.

## Proprietà
Il Nylon 11 ha valori inferiori di densità, modulo di flessione, modulo di Young, assorbimento d'acqua, nonché temperature di fusione e transizione vetrosa rispetto al Nylon 6. Si nota invece che il Nylon 11 ha una maggiore stabilità dimensionale in presenza di umidità a causa della sua bassa concentrazione di ammidi. Il Nylon 11 presenta una variazione di lunghezza dello 0,2-0,5% e una variazione di peso dell'1,9% dopo 25 settimane di immersione in acqua rispetto al 2,2-2,7% di variazione dell'allungamento e una variazione di peso del 9,5% per il Nylon 6.
|          | Densità            | Modulo di Young | Modulo di flessione | Allungamento alla rottura | Assorbimento dell'acqua a 0.32 spessore cm e 24 ore | Punto di fusione | Temperatura di transizione vetrosa |
| -------- | ------------------ | --------------- | ------------------- | ------------------------- | --------------------------------------------------- | ---------------- | ---------------------------------- |
| Nylon 11 | 1,03-1,05 g/cm 3   | 335 MPa         | 1200 MPa            | 300-400%                  | 0,4%                                                | 180-190 °C       | 42 °C                              |
| Nylon 6  | 1,13 - 1,16 g/cm 3 | 725 - 863 MPa   | 2400 Mpa            | 300%                      | 1,3-1,9%                                            | 210 - 220 °C     | 48-60 °C                           |

## Applicazioni

### Tubature
Grazie al basso assorbimento d'acqua, alla maggiore stabilità dimensionale quando esposto all'umidità, alla resistenza al calore e agli agenti chimici, alla flessibilità e alla resistenza allo scoppio, il Nylon 11 viene utilizzato in varie applicazioni per le tubature. Nei settori automobilistico, aerospaziale, pneumatico, medico e petrolifero e del gas, il Nylon 11 viene utilizzato nelle tubazioni del carburante, nei tubi idraulici, nelle linee dell'aria, nei tubi ombelicali, nei cateteri e nei tubi per bevande.

### Elettrico
Il Nylon 11 viene utilizzato nelle guaine isolanti di cavi e fili, nonché in alloggiamenti elettrici, connettori e clip.

### Rivestimenti
Il Nylon 11 viene utilizzato nei rivestimenti metallici per la riduzione del rumore e la protezione dall'esposizione ai raggi UV, nonché per la resistenza agli agenti chimici, all'abrasione e alla corrosione.

### Tessili
Il Nylon 11 viene utilizzato nelle setole di spazzole, biancheria intima, filtri, nonché tessuti e tessuti tecnici.

### Attrezzatura sportiva
Il Nylon 11 viene utilizzato nelle suole e in altre parti delle calzature. Si utilizza anche per le corde delle racchette, occhielli e volani da badminton. Il Nylon 11 viene utilizzato per la stratificazione superiore degli sci.